# Charles F. Voegelin
Charles Frederick Voegelin (Nova York, 1906-1986) fou un lingüista estatunidenc, fill de Charles i Elizabeth Herbst-Sepilius Voegelin. Es graduà a la Universitat Stanford i el 1932 fou professor a la Universitat de Berkeley, on contactà amb els antropòlegs Robert Lowie i Alfred Louis Kroeber, i destacà aviat en l'estudi de les llengües ameríndies, de les quals, juntament amb Mary R. Haas, n'és responsable de l'actual classificació.
El 1933 va fer un treball de camp lingüístic entre els shawnee i el 1936 es graduà en lingüística a Yale amb Edward Sapir, aleshores va ensenyar a la Universitat DePauw i el 1941 a la Universitat Bloomington d'Indiana com a primer professor d'antropologia. Va mantenir correspondència amb Leonard Bloomfield en idioma ojibwa, i les cartes foren publicades posteriorment a la revista Anthropological linguistics.
Poc després es casà amb la seva col·laboradora Erminie Wheeler-Voegelin, i el 1964 fou professor de lingüística. Durant aquests anys va estudiar l'escrit lenape Walum Olam. El 1978 fou nomenat professor a la Universitat de Hawaii i publicà diversos articles a les revistes International Journal of American Linguistics, fundada per Franz Boas, i Language, the American Anthropologist, que recullen materials d'estudi sobre els lenape i shawnee, endemés de valuosos apunts sobre els blackfoot, menominee, anishinaabemowin i potawatomi, seneca, i penobscot.
També va publicar alguns estudis sobre el turc i fou el primer en emprar el terme Ecologia lingüística aplicada a la cartografia de les llengües. També ha estat membre del comitè executiu de l’American Anthropological Association i president de la Linguistic Society of America.
Va mantenir una acurada correspondència amb Leonard Bloomfield, Eli Lilly, i Morris Swadesh.

## Obres
- The Shawnee Female Deity (1936)
- Tubatulabal texts (1935)
- Tübatulabal grammar (1935)
- Shawnee Stems and the Jacob P. Dunn Miami Dictionary (1938)
- Hopi stems (1957)
- Linguistics and Anthropology (1975)
- Classification and Index of the World's Languages (1977)